# Graptemys flavimaculata
La tortuga mapa amarilla (Graptemys flavimaculata) es una especie de tortuga de la familia Emydidae. Son parte del grupo de tortugas mapa de cabeza estrecha. Es un endemismo de Estados Unidos. Esta especie está clasificada como amenazada en virtud de la Ley de Especies en Peligro de Estados Unidos debido a un descenso reciente. Esto se puede atribuir a una frecuencia de reproducción baja en comparación con la mayoría de las tortugas mapa, con un máximo de 1,16 nidadas por hembra. Un alto nivel de mortalidad de nidos debido a la depredación de peces gallo, las inundaciones del río y perturbaciones humanas en y cerca de los bancos de arena, lo que eleva las tasas de mortalidad.

## Distribución

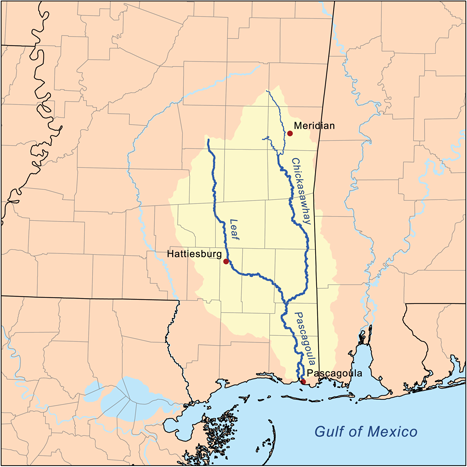
Hábitat

Se trata de un endemismo de Estados Unidos. Su hábitat se limita al río Pascagula de Misisipi y la mayoría de sus afluentes. Sufre la contaminación y los cambios agrícolas de los niveles de agua, que afecta a las playas de anidación, mata a una parte significativa de la población de esta tortuga en peligro de extinción cada año. Los machos tienen un rango de territorio de promedio de 1,12 ha y una longitud de amplitud media de 1,8 km. Las hembras tienen una área de rango de promedio de 5,75 ha, debido a las actividades de anidación, y una amplitud media de 1,5 km.

## Descripción
Son de medianas a pequeñas de tamaño, los machos miden desde 3,5 a 4,5 pulgadas. Las hembras adultas son más grandes, de unas 5 a 7,5 pulgadas de largo. Tiene la más alta quilla central de todas las tortugas mapa.

## Alimentación
Se alimentan principalmente de insectos, pero son oportunistas, también consumen crustáceos y pescado.